# Mon (arhitektura)
Mon (門, »vrata«) je splošen japonski izraz za vrata, ki se pogosto uporablja, samostojno ali kot pripona, za številna vrata, ki jih uporabljajo budistični templji, šintoistična svetišča ter stavbe in gradovi v tradicionalnem slogu.

## Pomen
Za razliko od vrat posvetnih stavb je večina vrat templjev in svetišč zgolj simbolni element liminalnosti, saj jih ni mogoče popolnoma zapreti in samo označujejo prehod med vsakdanjim in svetim. V mnogih primerih, na primer pri sanmonu  (三解脱門, dobesedno »vrata treh osvoboditev«), imajo tempeljska vrata očiščevalne lastnosti.

## Opis
Velikost vrat se meri v kenih, kjer je ken razdalja med dvema stebroma tradicionalne stavbe. Tempeljski rōmon ima na primer lahko dimenzije od največ 5x2 kena do bolj pogostih 3x2 kena, do celo enega kena. Beseda se običajno prevaja kot "polje" in jo bolje razumemo kot navedbo razmerij kot mersko enoto.
Tako kot templji, ki jim pripadajo, so vrata lahko v slogu vajō, daibucujō, zen'jō ali setčūjō. Lahko se poimenujejo po:
- Njihova lokacija, kot je čumon (中門, dobesedno »vmesna vrata«) ali omotemona (表門, dobesedno »sprednja vrata«) ali karametemon (搦手門, dobesedno »zadnja vhodna vrata«).
- Božanstvo, ki ga hranijo, kot Niōmon (lit. »vrata Niō«, glej spodaj), vrata, ki v svojih zunanjih poljih skrivata dva boga, imenovana Niō.
- Njihova zgradba ali oblika, kot nidžūmon (dobesedno »dvonadstropna vrata«, glej spodaj) in rōmon (dobesedno »stolpna vrata«).
- Njihova funkcija, kot sanmon, ki so najpomembnejša vrata v templju Zen ali Džōdo.

Vsi taki izrazi se med seboj ne izključujejo in ista vrata se lahko imenujejo z različnimi imeni glede na situacijo. Na primer, Niōmon se lahko pravilno imenuje tudi nidžūmon, če imajo dve nadstropji.

## Različice
Strukturno zelo drugačna od drugih so torimon (običajno imenovana preprosto tori), dvokraka vrata iz kamna ali lesa, ki so redno povezana s šintoizmom, vendar so pogosta tudi v japonskih budističnih templjih. Tako ugleden tempelj, kot je Šiteno-dži v Osaki, ki ga je leta 593 ustanovil Šōtoku Taiši in je najstarejši budistični tempelj v državi, ki ga je zgradila država, ima tori na enem od svojih vhodov. Izvor torijev ni znan; čeprav obstaja več teorij na to temo, nobena ni splošno sprejeta. Ker je uporaba simboličnih vrat v Aziji zelo razširjena - takšne strukture lahko najdemo na primer v Indiji, na Kitajskem, v Vietnamu, na Tajskem, v Koreji in v vaseh Nicobarese in Šompen - zgodovinarji verjamejo, da gre morda za uvoženo tradicijo. Najpogosteje simbolično označuje vhod v šintoistično svetišče. Zaradi tega niso nikoli zaprta.

## Pogoste vrste
- Hakjakumon ali Jacuašimon (八脚門, »osemkraka vrata«) – tako imenovana zaradi osmih sekundarnih stebrov, ki podpirajo štiri glavne stebre, ki stojijo pod grebenom vrat. Torej ima res skupaj dvanajst stebrov.[7]
- Heidžūmon (塀重門) – »Vrata v zidu«, sestavljena iz samo dveh kvadratnih stebrov.
- Kabukimon (冠木門) – »Vrata v zidu«, ki jih tvorita dva kvadratna stebra in vodoravni tram.[8]
- Karamon (唐門, »kitajska vrata«) – vrata, za katera je značilen karahafu, valovita deska, ki je značilna za Japonsko.[9] Karamon se uporablja na japonskih gradovih, budističnih templjih in šintoističnih svetiščih.
- Kōraimon (高麗門, dobesedno »korejska vrata«) – uporabljajo se v gradovih, templjih in rezidencah daimjo, sestavljena so iz dvokapne strehe na dveh stebrih in dveh manjših streh nad sekundarnimi stebri (控柱, hikaebašira) na zadnji strani. vrat.
- Masugata (枡形). »Obrambna stavba«, sestavljena iz dvorišča vzdolž grajskega obzidja z dvojimi vrati, postavljenima pod kvadratnim kotom, ena omogočajo dostop do gradu, druga pa so obrnjena navzven. Zunanja vrata so običajno kōraimon, notranja pa jaguramon.[10] Sakuradamon v tokijski cesarski palači so takšna vrata.
- Munamon (棟門) – vrata, sestavljena iz dveh stebrov, ki podpirata dvokapno streho. Podobno kot kōraimon, vendar brez pokritih sekundarnih stebrov.
- Nagajamon (長屋門) lit. »Nagaja vrata« – Nagaja, dobesedno dolga hiša, je bila vrstna hiša, kjer so živeli samuraji z nizkim statusom, nagajamon pa so bila vrata, ki so omogočala promet z ene strani stavbe na drugo.[11]
- Nidžūmon – Dvonadstropna vrata z dvokapno streho med obema nadstropjema. Od podobnih rōmon se razlikuje po tem, da ima dvokapno streho med nadstropji.[12]
- Niōmon – vrata, v katerih sta v svojih dveh zunanjih poljih vgrajena kipa dveh bogov čuvajev, Niō.
- Rōmon – dvonadstropna vrata z enojno streho, kjer je drugo nadstropje nedostopno in ne nudi uporabnega prostora. Od podobnega nidžūmona se razlikuje po tem, da med nadstropji nima dvokapne strehe.
- Sanmon – najpomembnejša vrata japonskega zen budističnega templja.[13] Uporabljajo jih tudi druge šole, zlasti Džōdo. Ne glede na pomembnost niso prva vrata v tempelj in pravzaprav običajno stojijo med somonom (zunanjimi vrati) in bucuden (»Budova dvorana«, tj. glavna dvorana).
- Sōmon – vrata na vhodu v tempelj.[14] Pogosto so pred večjim in pomembnejšim sanmonom.
- Tori – ta značilna simbolična vrata so običajno povezana s šintoističnimi svetišči, vendar so običajna tudi v budističnih templjih, saj jih ima večina vsaj enega.
- Uzumimon (埋門, dobesedno »zakopana vrata«) – vrata, odprta v grajskem obzidju. Ker so jih uporabljali za povezovanje površin na različnih nivojih, so bila videti, kot da bi bila zakopana v zemljo.[15]
- Jaguramon (櫓門) – vrata z jaguro (stolp) na vrhu.[16]
- Jakuimon (薬医門) – vrata brez stebrov pod slemenom svojih dvokapnih streh in so podprta s štirimi stebri na vogalih.[17]
- Šikjakumon ali Jocuašimon (四脚門, »štirinožna vrata«) – tako imenovana zaradi štirih sekundarnih stebrov, ki podpirajo dva glavna stebra, ki stojita pod grebenom vrat. Zato ima v resnici šest stebrov.[18]

## Galerija
- Hakjakumon
- Heidžūmon
- Karamon
- Kabukimon
- Kōraimon, zunaj
- Kōraimon, znotraj
- Munamon
- Nagajamon
- Niōmon
- Tōfuku-džijev sanmon je nidžūmon
- Rōmon. Upoštevajte odsotnost stopnic do druge etaže.
- Ta šikjakumon je tudi rōmon. Upoštevajte odsotnost stopnic do druge etaže.
- Uzumimon
- Jakuimon
- Jaguramon
- Rdeč tori na vhodu v šintoistično svetišče